# Tridactylus capensis
Tridactylus capensis är en insektsart som beskrevs av Henri Saussure 1877. Tridactylus capensis ingår i släktet Tridactylus och familjen Tridactylidae. Inga underarter finns listade i Catalogue of Life.